# Stary Gołębin
Stary Gołębin (niem. Alt Golembin) – wieś w Polsce położona w województwie wielkopolskim, w powiecie kościańskim, w gminie Czempiń. Wieś leży na terenie Parku Krajobrazowego im. gen. Dezyderego Chłapowskiego. Na południe od Starego Gołębina przepływa potok Witkówka.

## Historia
Wieś w XVI wieku należała do rodu Bojanowskich. W XVII wieku właścicielami Starego Gołębina byli Domiechowscy, którzy wystawili tu kościół. W okresie Wielkiego Księstwa Poznańskiego (1815-1848) miejscowość wzmiankowana jako Gołęmbin należała do wsi większych w ówczesnym pruskim powiecie Kosten rejencji poznańskiej. Gołęmbin należał do okręgu czempińskiego tego powiatu i stanowił - wraz z Gorzyczkami II - odrębny majątek, którego właścicielem był wówczas Melchior Szołdrski. Według spisu urzędowego z 1837 roku Gołęmbin liczył 306 mieszkańców, którzy zamieszkiwali 34 dymy (domostwa). Pod koniec XIX wieku Stary Gołębin należał do Emila Szołdrskiego. Dominium liczyło wówczas 14 domów i 355 mieszkańców, wyznania katolickiego.
W latach 1975–1998 Stary Gołębin administracyjnie należał do województwa poznańskiego. W 2011 wieś liczyła 650 mieszkańców.

## Zabytki i atrakcje turystyczne
Dwa obiekty w Starym Gołębinie zostały umieszczone w wojewódzkim rejestrze zabytków:
- drewniany kościół Wniebowzięcia NMP z 1670 roku, rozbudowany o kaplicę w 1881[9]. Fundatorem był dziedzic wsi, Domiechowski[10].
- park angielski z XVIII wieku, o powierzchni 12,9 ha[9]

Ze wsią związany jest Turniej Dudziarzy Wielkopolskich. Znajduje się tutaj także pomnik dudziarza i skrzypka.